# Архипов, Михаил (спортсмен)
Михаи́л Архи́пов (латыш. Mihails Arhipovs, 10 ноября 1984, Сигулда) — латвийский скелетонист и бобслеист, в разных амплуа выступал за сборную Латвии с 2003 года по 2011-й. Участник двух зимних Олимпийских игр, неоднократный победитель и призёр национальных первенств, различных этапов Кубка Европы. Ныне — тренер по физической подготовке в сборной Латвии по скелетону.

## Биография
Михаил Архипов родился 10 ноября 1984 года в городе Сигулда. Активно заниматься скелетоном начал в 2003 году, вскоре прошёл отбор в национальную сборную и стал ездить на крупнейшие международные старты, порой показывая довольно неплохие результаты. В декабре 2004 года дебютировал в Кубке мира, на этапе в немецком Альтенберге финишировал двадцать седьмым. Не сумев добиться в скелетоне сколько-нибудь значимых результатов, решил попробовать себя в бобслее и переквалифицировался в бобслейного пилота. В этом амплуа в ноябре 2005 года впервые поучаствовал в заездах мирового кубка, на трассе канадского Калгари занял с четвёркой двадцать первое место, тогда как на молодёжном чемпионате мира был пятым с двойкой и восьмым с четвёркой. Благодаря череде удачных выступлений удостоился права защищать честь страны на зимних Олимпийских играх 2006 года в Турине, где со своим четырёхместным экипажем добрался до финиша двадцать первым.
Постолимпийский сезон Архипов провёл на прежнем высоком уровне, на всех этапах Кубка мира неизменно оказывался в лучшей двадцатке, при этом на чемпионате мира 2007 года в швейцарском Санкт-Морице с четвёркой был восемнадцатым. В следующем кубковым цикле из-за высокой конкуренции вынужден был выступать на менее значимых второстепенных стартах, хотя был здесь весьма успешен, на разных этапах Кубка Европы выиграл две бронзовые медали и одну серебряную. На молодёжном мировом первенстве 2008 года в австрийском Иглсе финишировал десятым в зачёте двухместных экипажей и тринадцатым в зачёте четырёхместных. Далее последовал ещё один похожий сезон, спортсмен обошёл стороной все крупные турниры и помимо выступлений на этапах европейского кубка запомнился только по участию в младшем мировом первенстве 2009 года в немецком Кёнигсзее, где занял седьмое место с двойкой и пятое с четвёркой.
Чтобы вернуться в основной состав сборной, Михаил Архипов согласился стать разгоняющим у пилота Эдгара Маскаланса. Вместе они достойно показали себя на этапах Кубка мира и поехали на Олимпийские игры 2010 года в Ванкувер, где в зачёте четырёхместных экипажей расположились на одиннадцатой строке. Позже их команда с пилотом Оскаром Мелбардисом выиграла пять золотых медалей Кубка Европы и заняла пятнадцатое место на чемпионате мира в Кёнигсзее. Однако вскоре после этих соревнований из-за полученной травмы Архипов вынужден был завершить карьеру профессионального спортсмена, в возрасте двадцати семи лет на пике своей спортивной формы. В настоящее время работает тренером по физической подготовке в сборной Латвии по скелетону.